# Dassault Aviation
Dassault Aviation – francuski producent samolotów wojskowych, biznesowych i pasażerskich, założony przez Marcela Blocha pod nazwą Société des Avions Marcel Bloch (w skrócie MB). Po II wojnie światowej Bloch zmienił nazwisko na Marcel Dassault i 20 grudnia 1947 przemianował swą firmę na Avions Marcel Dassault. W 1971 r., po przejęciu wytwórni Breguet spółka przyjęła nazwę Avions Marcel Dassault-Breguet Aviation (AMD-BA), którą w 1990 r. skrócono do Dassault Aviation.

## Historia
Wytwórnia Société des Avions Marcel Bloch została założona przez Marcela Blocha w 1928 r. W 1935 Bloch i Henry Potez założyli spółkę i zakupując firmę Société Aerienne Bordelaise (SAB), stworzyli Société Aeronautique du Sud-Ouest. W 1936 przemysł zbrojeniowy we Francji został znacjonalizowany, a przejęta przez państwo spółka została przemianowana na Société Nationale de Constructions Aéronautiques du Sud-Ouest (SNCASO). Marcel Bloch dostał propozycję zostania administratorem wytwórni z ramienia Ministerstwa Lotnictwa.
Podczas II wojny światowej przemysł lotniczy w okupowanej Francji zaprzestał działalności, a w październiku 1940 Marcel Bloch został uwięziony przez rząd Vichy. W 1944 wysłano go do obozu koncentracyjnego w Buchenwaldzie, gdzie przebywał do momentu uwolnienia 11 kwietnia 1945 r.
10 listopada 1945 r. na specjalnym zebraniu zarządu Société Anonyme des Avions Marcel Bloch zdecydowano o zmianie statusu na spółkę z ograniczoną odpowiedzialnością Société des Avions Marcel Bloch o statusie holdingu. 20 stycznia 1947 Société des Avions Marcel Bloch została przemianowana na Société des Avions Marcel Dassault ze względu na zmianę nazwiska właściciela.
W 1954 Dassault założył oddział firmy zajmujący się elektroniką (od 1962 jako Electronique Marcel Dassault), której pierwszym zadaniem było opracowanie radaru lotniczego, poprzedzającego prace nad głowicą naprowadzającą do przeciwlotniczych pocisków rakietowych powietrze-powietrze, oraz systemów nawigacyjnych i celowników bombowych. Od lat 50. do 70. wytwórnia Dassault produkowała samoloty przede wszystkim na eksport, a jej największym sukcesem rynkowym były samoloty serii Mirage i Mystère. Między 1 stycznia 1956 roku a 1965 rokiem firma nosiła nazwę Générale aéronautique Marcel Dassault (GAMD), po czym powróciła do nazwy Société des avions Marcel Dassault.
W latach 1965 i 1966 rząd francuski postanowił, ze względu na zbyt wielu dostawców sprzętu wojskowego, wyspecjalizować firmy lotnicze w określonej grupie produktów. Dassault miał produkować samoloty bojowe i dyspozycyjne, Nord Aviation rakietowe pociski balistyczne, a Sud Aviation cywilne i wojskowe samoloty transportowe i śmigłowce W 1970 Nord Aviation i Sud Aviation połączyły się, tworząc Aérospatiale.

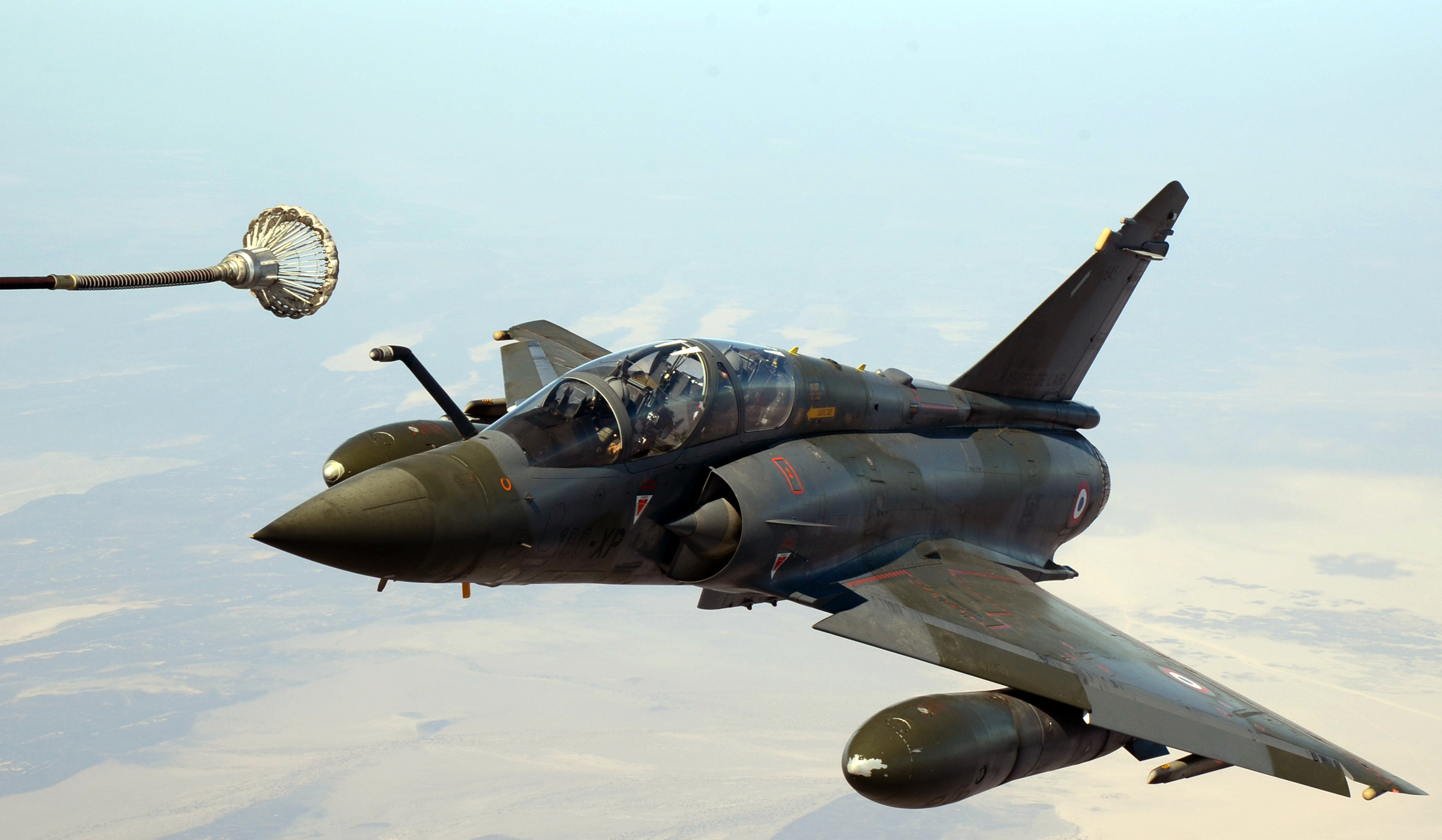
Mirage 2000D francuskiej Armée de l’air

27 czerwca 1967 Dassault przejął na polecenie rządu Francji 66% spółki Breguet Aviation. Zgodnie z umową między obydwiema spółkami 14 grudnia 1971 zmieniono nazwę połączonej spółki na Avions Marcel Dassault-Bregeut Aviation (AMD-BA).
W 1981 utworzono Dassault Systèmes, której celem było rozwinięcie technologii CAD w ramach programu CATIA. Wkrótce Dassault Systèmes stał się wiodącą firmą na rynku oprogramowania tego typu.
Obecnie głównymi udziałowcami Dassault Aviation są:
- Groupe Dassault (62,17%)
- Airbus Group (9,93%)
- Dassault Aviation (0,46%)
- Inwestorzy prywatni (27,44%)

## Konstrukcje Dassault Aviation

### Samoloty wojskowe

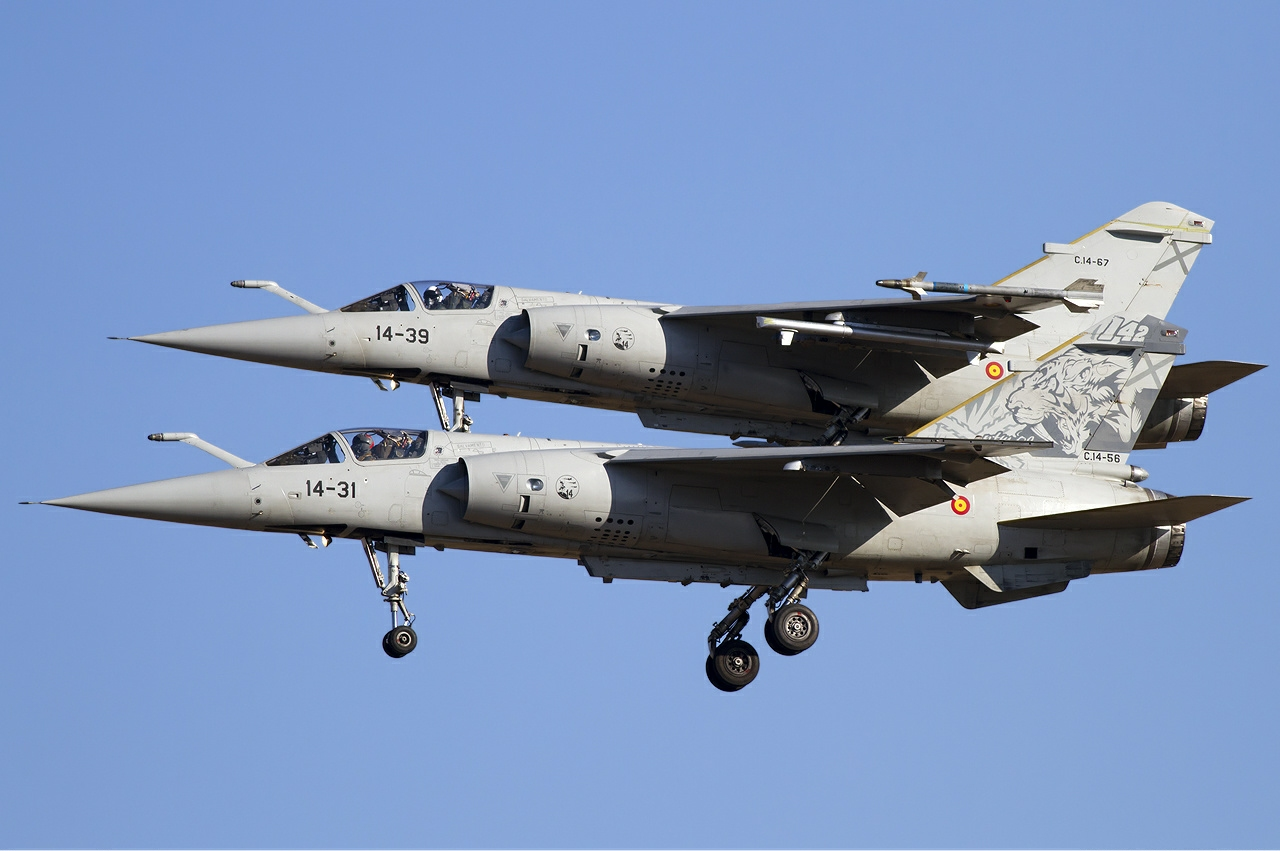
Dwa Mirage’e F1 hiszpańskiego Ejército del Aire

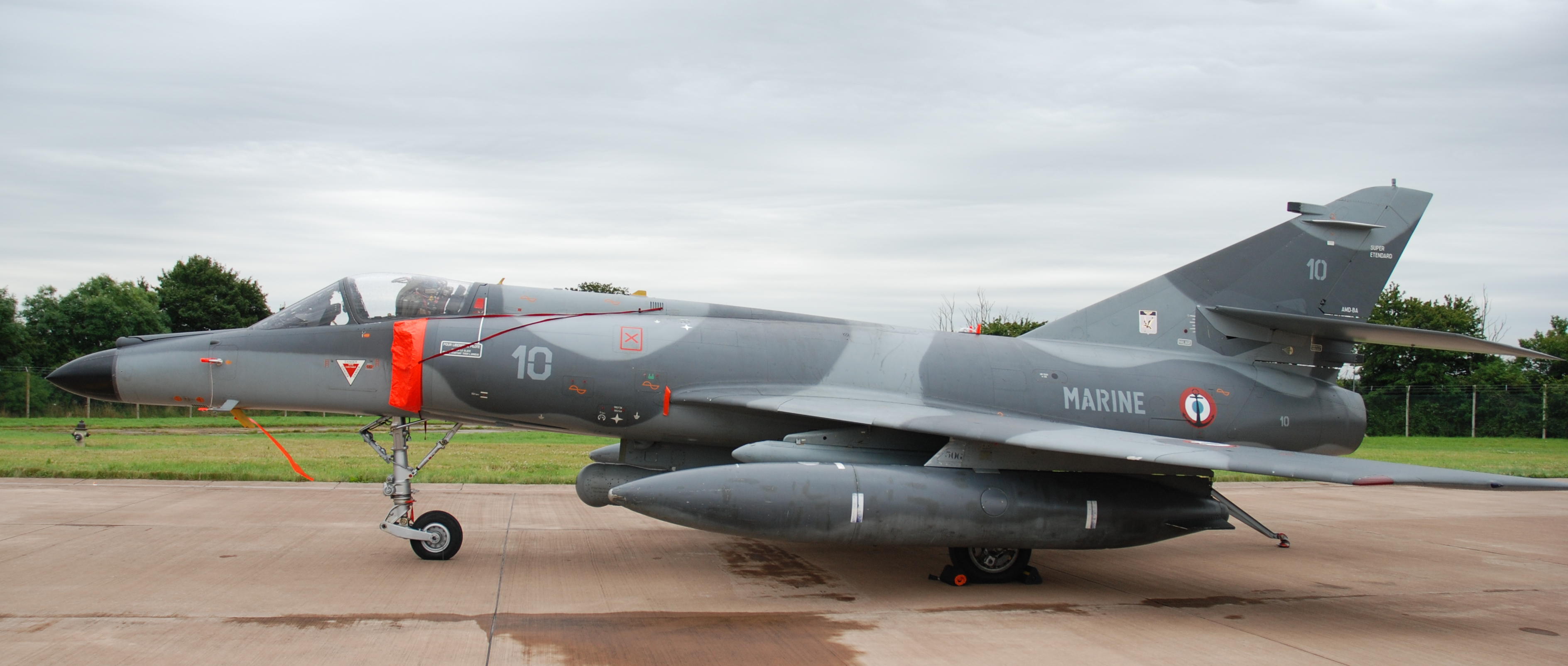
Super Étendard francuskiej marynarki (Marine Nationale)

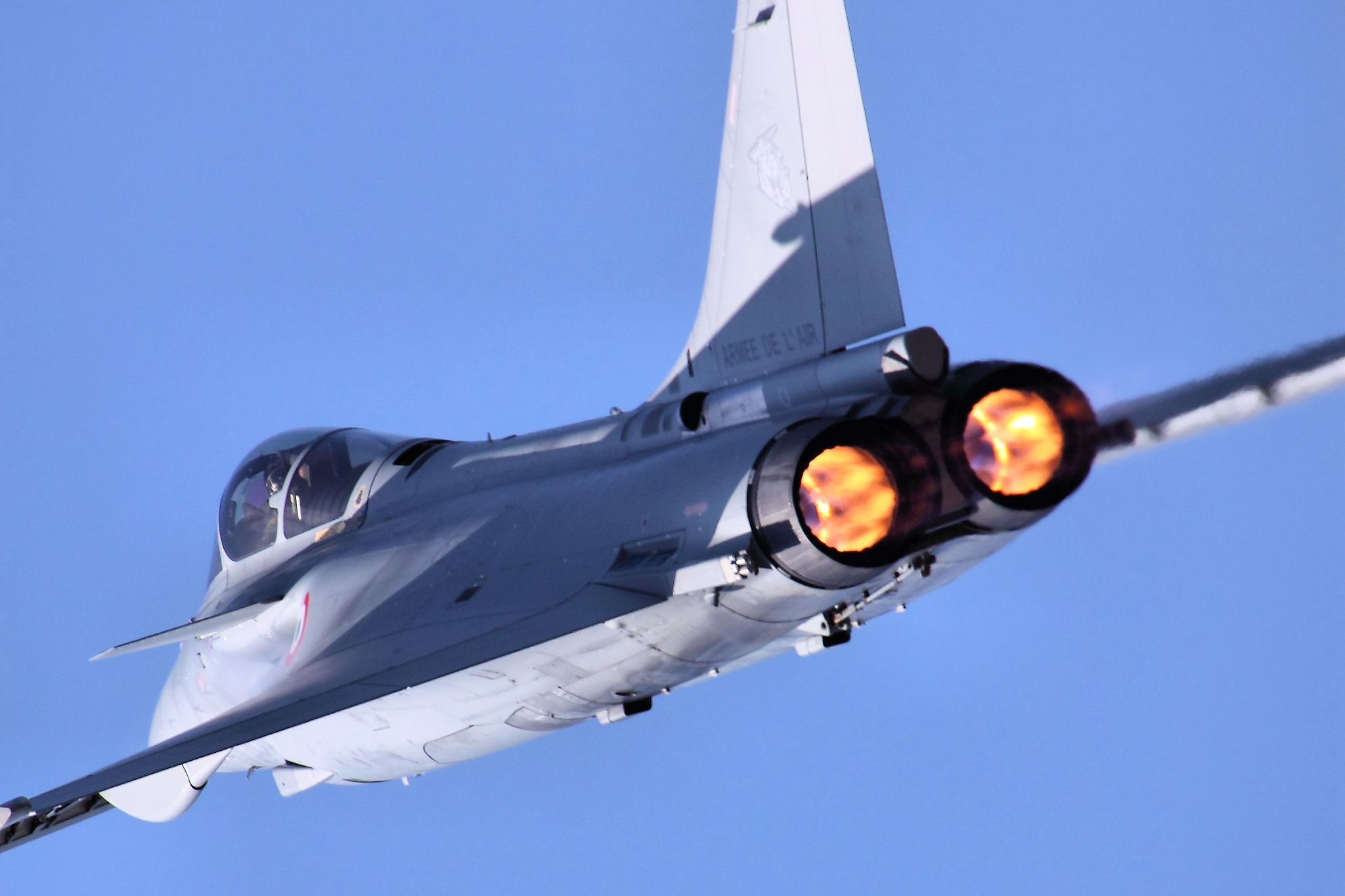
Rafale’e obecnie użytkowane są przez marynarkę francuską i francuskie wojska lotnicze (Armée de l’air) oraz są lub będą przez siły zbrojne kilku innych państw

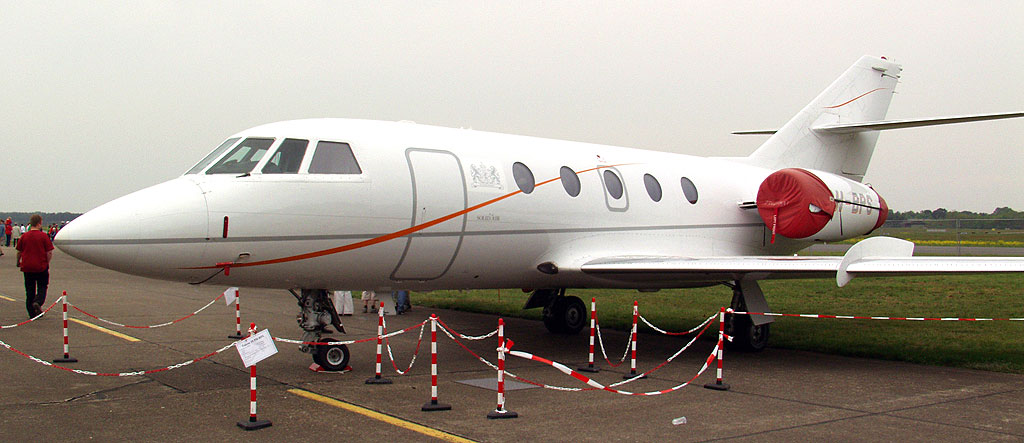
Dassault Falcon (Mystère) 20F-5

- MD 315 Flamant, 1947
- Dassault MD 450 Ouragan, 1951
- Dassault MD 452 Mystère II, 1952
- Dassault MD 453 Mystère III, 1952
- Dassault MD 454 Mystère IV, 1952
- MD 550, 1955
- Super Mystère, 1955
- Mirage III, 1956,
- Étendard II, 1956
- Étendard IV, 1956
- MD 410 Spirale, 1960
- Balzac, 1962
- Mirage IV, 1960
- Atlantic (ATL 1), 1965
- Mirage F1, 1966
- Mirage 5, 1967
- Mirage G, 1967
- Milan, 1968
- Mirage G-4/G-8, 1971
- Alpha Jet, 1973
- Super Étendard, 1974
- Falcon Guardian 01, 1977
- Mirage 2000, 1978
- Mirage 4000, 1979
- Mirage 50, 1979
- Falcon Guardian, 1981
- Atlantic 2 (ATL 2), 1982
- Mirage III NG, 1982
- Rafale, 1986
- nEUROn, 2012
- SCAF (planowany)

### Samoloty cywilne
- Falcon rodzina samolotów
  - Falcon 10 (Falcon 100)
  - Falcon 20 (Falcon 200)
  - Falcon 50
  - Falcon 900
  - Falcon 2000
  - Falcon 7X (początkowo jako Falcon FNX)

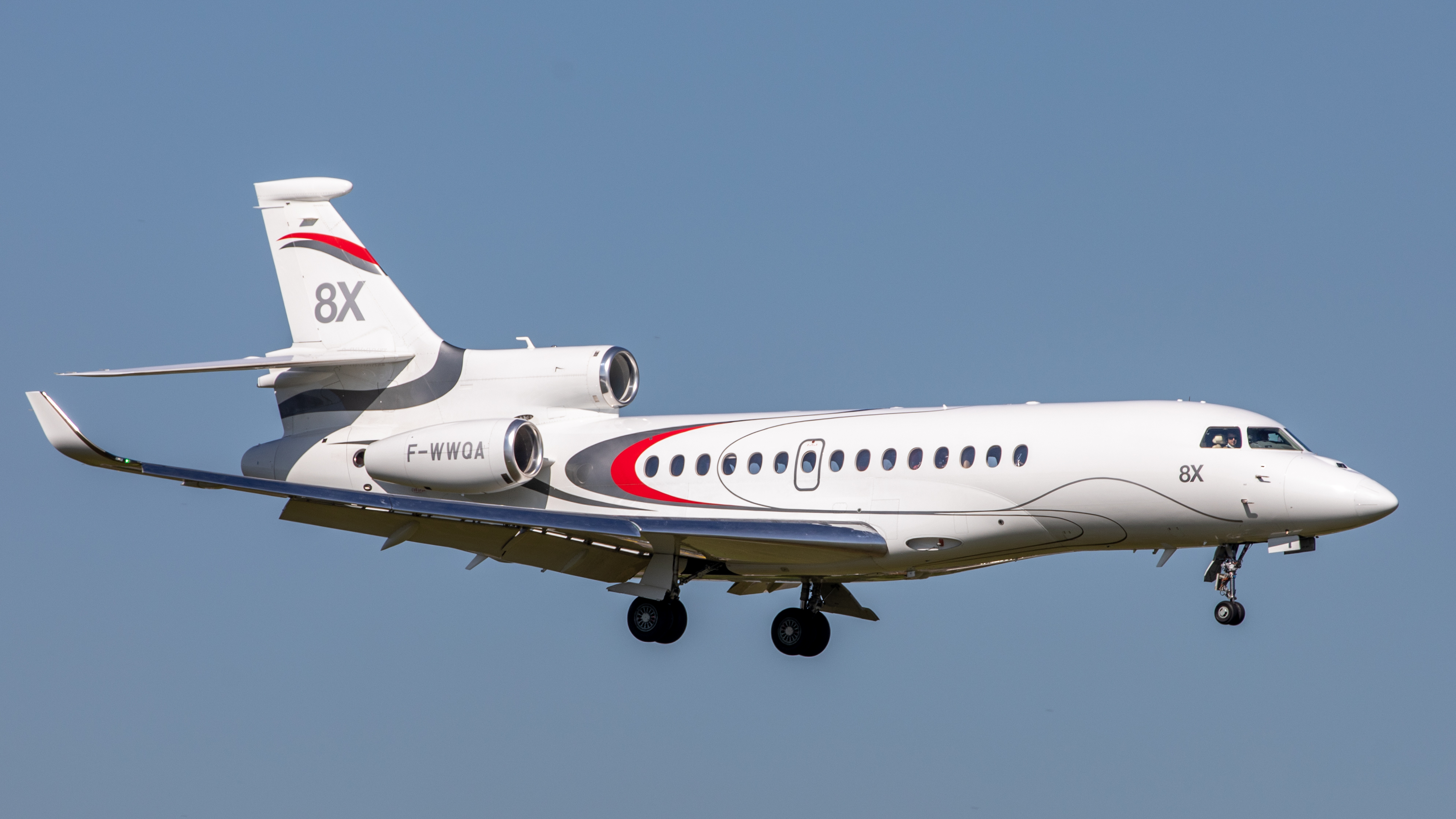
Dassault Falcon 8X na Paris Air Show w roku 2019

  - Falcon 8X
  - Dassault Falcon 8X na Paris Air Show w roku 2019 Falcon 10X
- Dassault Mercure